# اچ‌ام‌ای‌اس استالوارت (دی ۲۱۵)
اچ‌ام‌ای‌اس استالوارت (دی ۲۱۵) (به انگلیسی: HMAS Stalwart (D 215)) یک کشتی بود که طول آن ۵۱۵ فوت ۶ اینچ (۱۵۷٫۱۲ متر) بود. این کشتی در سال ۱۹۶۶ ساخته شد.